# Lawinowy Żleb

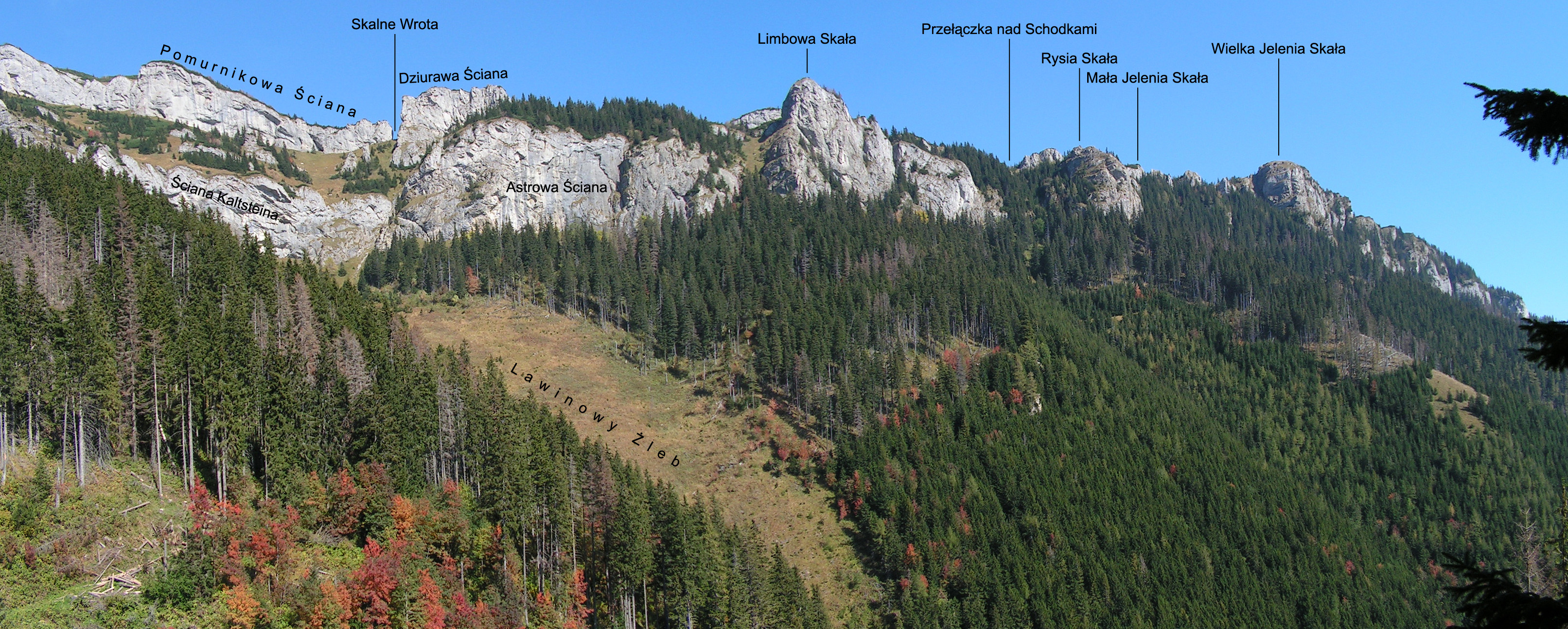
Skalne Wrota i Lawinowy Żleb

Lawinowy Żleb (niem. Lawinenschlucht, słow. Lavínový žľab, węg. Lavina-vályú) – żleb w Dolinie do Siedmiu Źródeł (górna część Doliny Czarnej Rakuskiej) w słowackich Tatrach Bielskich. Opada z południowo-wschodnich stoków Bujaczego Wierchu (1947 m) oraz spod przełęczy Skalne Wrota (1620 m). Na wysokości około 1480 m przegrodzony jest pionową Ścianą Kaltsteina o wysokości kilkudziesięciu metrów. Żleb ma trawiaste koryto i wylot na wysokości około 1250 m.
Lawinowy Żleb jest jednym z dwóch odgałęzień Doliny do Siedmiu Źródeł. Drugim odgałęzieniem jest Owczy Żleb. Oddziela je terenowa wypukłość, w dolnej części porośnięta lasem. Powyżej lasu znajdują się w niej Kozie Skały.
Lawinowy Żleb znajduje się na zamkniętym dla turystów obszarze ochrony ścisłej Tatrzańskiego Parku Narodowego. Dawniej prowadził nim znakowany szlak turystyczny na Skalne Wrota. Najtrudniejsze miejsca na skalnym odcinku depresji oddzielającej Ścianę Kaltsteina od Astrowej Ściany ubezpieczone były klamrami i łańcuchami. Po zlikwidowaniu szlaku ubezpieczenia te zdemontowano.